# Választási autokrácia
A választási autokrácia (más néven hibrid választási autokrácia) egy hibrid rezsim , amelyben a demokratikus intézmények látszatkeltés céljából üzemelnek és tekintélyelvű kormányzati rendszert szolgálnak. Ezekben a rezsimekben általános választásokat tartanak, de ezek nem érik el a szabadság és a tisztesség demokratikus normáit, a hatalmon lévő kormány különféle manipulációs és / vagy elnyomási eszközökkel tartja fenn a hatalmát. Bár a rendszernek vannak egyes demokratikus jellemzői, például a többpárti választások, ezt olyan autoriter gyakorlatokkal elegyítik, amelyek aláássák a választási folyamat tisztességét, és korlátozzák a politikai jogokat és a polgári szabadságjogokat.
| 0.900–1.000 0.800–0.899 0.700–0.799 0.600–0.699 | 0.500–0.599 0.400–0.499 0.300–0.399 0.200–0.299 | 0.100–0.199 0.000–0.099 Nincs adat |

Fő jellemzőiː

A svéd V-Dem politikakutató intézet 2023-as országértékelése a demokrácia index alapján
(A sötétkék a legjobb értékelés, a fekete a legrosszabb. Magyarország az EU-ban a legrosszabb minősítést; Ukrajnával és Albániával hasonló pontszámot kapott.)
0.900–1.000
0.800–0.899
0.700–0.799
0.600–0.699
0.500–0.599
0.400–0.499
0.300–0.399
0.200–0.299
0.100–0.199
0.000–0.099
Nincs adat

- A választási autokráciák gyakran manipulált választásokat eredményeznek, ahol a hivatalban lévő kormány különféle taktikákat alkalmaz a folyamatos uralom biztosítása érdekében, mint például a média nagy részének ellenőrzése, a választók elnyomása és a választási csalás.
- A választási autokráciákban az ellenzék részt vehet a választásokon, de jelentős akadályokkal és hátrányokkal szembesülnek, mint például a médiához és az erőforrásokhoz való egyenlőtlen hozzáférés, vagy az elnyomás veszélye.
- A választási autokráciák fenntarthatják a demokrácia látszatát a rendszeres választások megtartásával, de ezeket a választásokat a nemzetközi megfigyelők nem tartják tisztességesnek.
- A hatalom koncentrációja a hivatalban lévő kormány kezében van, párosulva a demokratikus intézmények és a polgári szabadságjogok erodálódásával.
- A választási autokráciák a teljes értékű demokráciák és a nyílt diktatúrák közötti középútnak tekinthetők, ahol a kormányzat fenntartja a demokratikus rendszer látszatát, miközben autoriter taktikákat alkalmaz a hatalmon maradás érdekében.

A szakirodalomban az olyan megnevezéseket, mint például választási autokrácia, hibrid rezsim, többpárti autokrácia, és részben szabad rendszer, felcserélhetően használják valamely autokratikus rezsim leírására.

## Példák a világban

Az országok demokráciáinak osztályozása 2018-2023-as adatok alapján
sötétzöldː liberális demokrácia, világoszöldː választási demokrácia, rózsaszínː választási autokrácia, pirosː teljes (zárt) autokrácia

### Magyarország
Az Orbán Viktor vezette, 2010 óta tartó Fidesz–KDNP-kormányzást követően 2020-ban az amerikai Freedom House, illetve 2022-ben az Európai Parlament is Magyarországot a hibrid-rezsimek közé sorolta be. A svéd V-Dem intézet a Fidesz 2022-es nagyarányú győzelmét a választási szabályok manipulációjával jellemezte, ahol a sajtószabadság és az igazságszolgáltatás működése is kívánnivalót hagy maga után.

### India
2021-ben a Varieties of Democracy (V-Dem) svéd politikakutató intézet India besorolását hibás demokráciáról választási autokráciára csökkentette, ahol a Bháratíja Dzsanatá Párt (BJP) és Narendra Modi kormányázása alatt erősödik a nacionalista retorika és csökken a szólásszabadság. Az amerikai székhelyű Freedom House szintén lejjebb fokozta a szabad demokráciáról a "részben szabad demokráciák" csoportjába.